# Біатлон

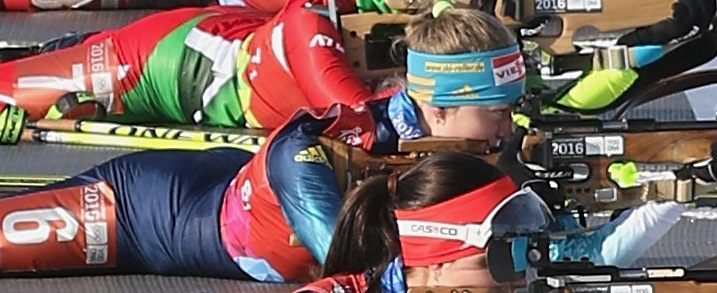
Дмитренко на стрільбищі

Біатло́н (від лат. bis — двічі та грец. ἆθλον — боротьба) — зимовий вид спорту, двоборство, що поєднує лижні перегони і стрільбу лежачи та стоячи на кількох вогневих рубежах з дрібнокаліберної гвинтівки. Активний розвиток біатлону припадає на 20-ті роки ХХ століття, коли починають відбуватися змагання з лижних перегонів серед військових патрулів зі стрільбою, киданням гранати тощо.

## Історія

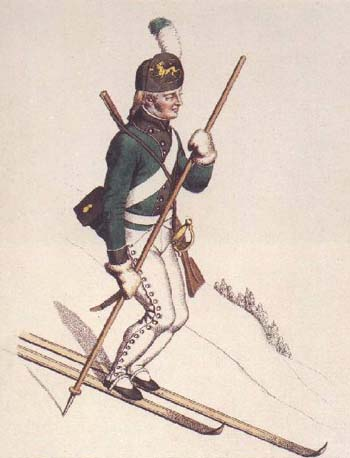
Норвезький лижний солдат,1811 р.

Біатлон виник у Скандинавії, як змагання в лижних перегонах зі стрільбою. Перші змагання з подібних перегонів були проведені в Норвегії в 1767 році. У двох номерах програми з трьох лижники під час проходження певного схилу мають влучити у певну ціль, котра знаходилась на відстані приблизно 40–50 кроків від них. Однак, попри ранню появу цей вид спорту культивувався переважно в скандинавському регіоні, не поширюючись в інші країни Європи.
Період активного розвитку біатлону припадає на 1920–30-ті роки XX століття. Перегони на лижах зі стрільбою починають проводитися в Норвегії, поступово трансформуючись в «перегони військових патрулів». Перегони військових патрулів увійшли до програми перших Зимових Олімпійських ігор в Шамоні, що відбулися у 1924 році. У такому вигляді цей спорт «дожив» до 1948 року. Проте у зв'язку з антивоєнними настроями в суспільстві, коли людство вирішило все-таки «дати миру шанс», такі змагання були визнані дуже мілітаристськими. Біатлон був скасований.
Лише у 1958 році мода на біатлон повернулася. З цього року проводяться чемпіонати світу з біатлону та чемпіонати Європи.

Біатлон є олімпійським видом спорту. Вже у 1960 році біатлон, практично в сучасному вигляді, був включений до програми Олімпійських ігор. Тоді ж у Скво-Веллі (США) був розіграний перший комплект олімпійських медалей у чоловіків. А ось жінки вперше виступили на Олімпійських іграх тільки у 1992 році в Альбервілі (Франція). Першою олімпійською чемпіонкою з біатлону стала росіянка Анфіса Резцова.
Перші олімпійські медалі в спринті були розіграні лише через 20 років, 1980 року в Лейк-Плесіді (США). Першим олімпійським чемпіоном став Франк Улльріх (Німеччина). А гонка переслідування з'явилася в програмі Олімпійських ігор тільки на Олімпіаді 2002 року в Солт-Лейк-Сіті (США) (доти розігрувалися медалі тільки на чемпіонатах світу з біатлону). Першою олімпійською чемпіонкою з біатлону в гонці переслідування стала Ольга Пильова. Серед чоловіків Уле-Ейнар Б'єрндален. Масстарт включили до програми Олімпійських Ігор лише 2006 року в Турині. Першою олімпійською чемпіонкою в масстарті стала Анна-Карін Улофсон (Швеція). Серед чоловіків — Міхаель Грайс (Німеччина).

## Спорядження

### Зброя
Раніше замість дрібнокаліберних гвинтівок спортсмени тягали з собою важенні карабіни. Гвинтівка 22-го калібру кріпиться у спортсмена на перев'язі за спиною дулом догори. Вага зброї становить не менше 3,5 кг. Дуло гвинтівки закриває ковпачок, щоб уникнути потрапляння снігу.
Гвинтівка оснащена механізмом, який блокує спусковий гачок, а перезаряджають руками. Крім того, обойми розраховані тільки на п'ять патронів. Швидкість кулі, випущеної з такої зброї, не має перевищувати 380 метрів на секунду на відстані одного метра від дула. Мінімальна довжина лиж для біатлону повинна бути на 4 см меншою, ніж зріст спортсмена, хоч можуть бути довшими, а їх кінці не дуже закручені доверху.

### Набої
Біатлоністи використовують набої кільцевого спалаху калібру 5,6 мм, які мають назву Long Rifle, тобто довгий гвинтівковий. Сучасний 5,6-міліметровий патрон не змінювався з 1888 року. Випуск набоїв відповідного типу першими розпочали фірми у США, потім їх стали випускати й німецькі підприємства.
Набій складається з кулі, гільзи, пороху та капсуля. Набій покритий спеціальним водовідштовхувальним мастилом, що сприяє кращому проходженню кулі через канал ствола. Усі кулі повинні мати ідентичні параметри: масу, діаметр, хімічний склад матеріалу, з якого виготовлені, відстань від центру тяжіння до центру тиску, мастило. Гільзи мають бути однаковими за формою та товщиною. Довжина гільзи становить 26 мм. Маса набою — 3,45 г.
Магазин з набоями встановлюється в передній частині ложа або в прикладі. В одну обойму не повинно входити більше ніж п'ять набоїв.

### Костюм
Спеціальний костюм скроєний так, щоб підтримувати стабільну температуру тіла спортсмена, і зменшувати опір вітру. Черевики жорсткі, завдяки чому зменшується тиск на кісточку.

## Види змагань
На сьогоднішній день в біатлоні існує 6 видів змагань. Спринт (для жінок 7,5 км, для чоловіків 10 км), гонка переслідування (для жінок 10 км, для чоловіків 12,5 км), масстарт (для жінок 12,5 км, для чоловіків 15 км), класична індивідуальна гонка (для жінок 15 км, для чоловіків 20 км). А також два види командних змагань: естафета (для жінок 4х6 км, для чоловіків 4х 7,5 км) і змішана естафета, в якій жінки на кожному етапі пробігають 6 км, а чоловіки 7,5 км.
У 2018 на етапі кубку IBU дебютують офіційні змагання із суперспринту.

## Правила

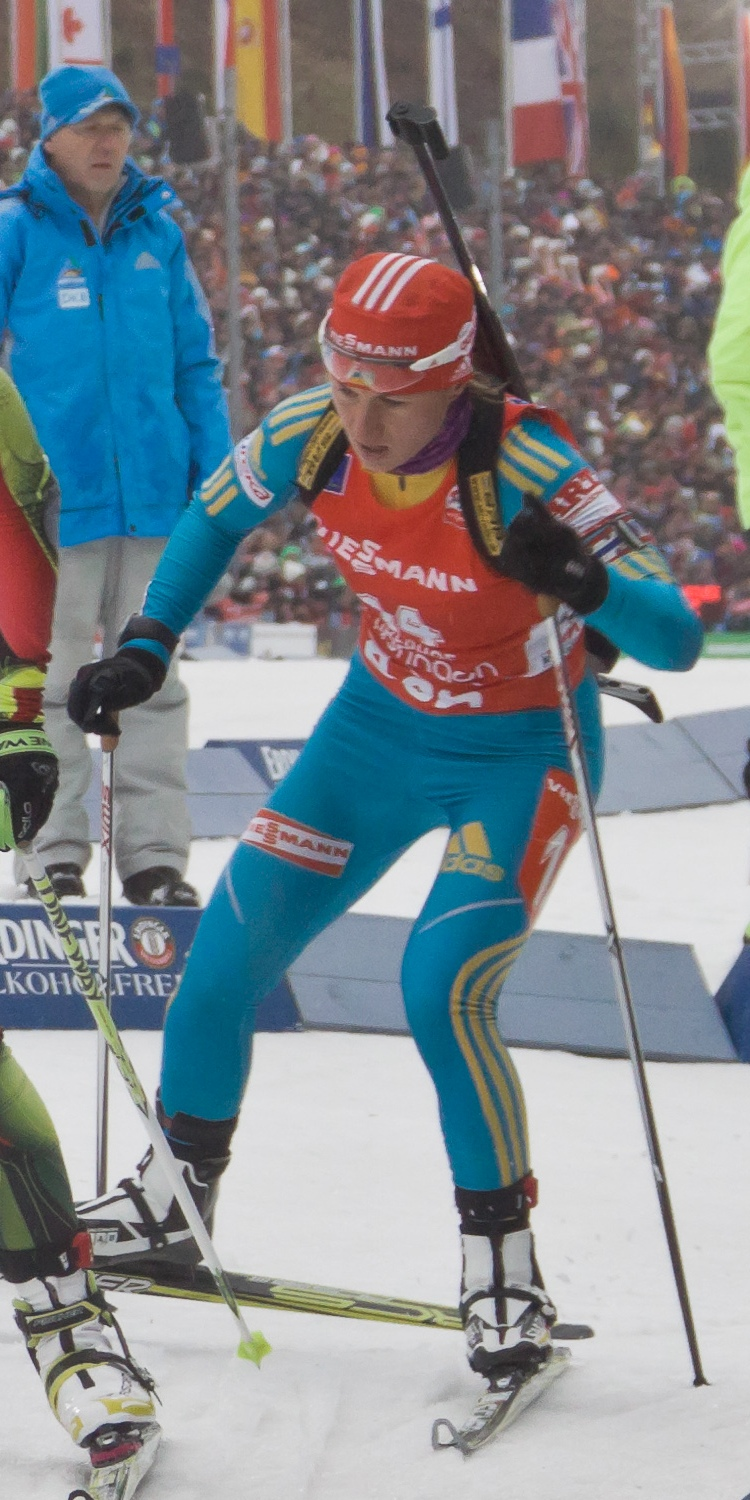
Семеренко на дистанції

Мішені на вогневих рубежах розміщені на віддалі 50 м. Діаметр мішені для стрільби з положення лежачи дорівнює 45 мм, для стрільби з положення стоячи — 115 мм .
За кожну незакриту мішень біатлоніст повинен додатково пробігти штрафне коло (150 м), а в індивідуальній гонці за кожну незакриту мішень до часу спортсмена додається одна штрафна хвилина. В естафетних гонках у спортсмена є три запасних патрони, якщо не вдається закрити мішені за допомогою них, то за кожну мішень нараховується штрафне коло.
Стрільба в біатлоні починається завжди з положення лежачи, потім іде стрільба з положення стоячи. У спринті й естафетах тільки два вогневі рубежі, а в гонці переслідування, мас-старті й індивідуальній гонці — чотири вогневих рубежі.
За 15 хвилин до старту учасник змагань з біатлону зобов'язаний пройти маркування в спеціальному стартовому містечку. Тут маркуються лижі і перевіряється гвинтівка. У гвинтівки перевіряється мінімальне зусилля на спусковий гачок, необхідне для здійснення пострілу. Воно не повинне бути меншим 500 гр. У кожної команди є дві запасні гвинтівки. Потім перевіряється правильність стартового номера і дотримання правил про рекламу. Видають стартові номери, які спортсмен сам кріпить на стегні. На ноги біатлоністам кріпляться передавачі, які замірятимуть час при проходженні контрольних рубежів.
Як правило, в спринті й індивідуальній гонці, спортсмени виходять на старт через кожні 30 секунд. Кожен біатлоніст за 10 секунд до початку старту отримує звуковий сигнал, за 5 секунд до старту електронний годинник починає голосно цокати. У перебігу цих п'яти секунд палиці повинні знаходитися за спеціальним обмежувачем руху. При естафеті або масстарті команда старт подається пострілом стартового пістолета. В гонці переслідування спортсмени стартують з інтервалом, що дорівнює різниці між ними на фініші спринту, який проводився напередодні.
Після фінішу зброя (вона не повинна бути заряджена) і лижі (повинні бути марковані) ще раз перевіряються. А біатлоністи вирушають на допінг контроль.

## Міжнародні змагання
Міжнародні змагання з біатлону проводяться під опікою Міжнародного союзу біатлоністів (IBU).
Біатлон входить до програми Олімпійських ігор, тому найважливішими змаганнями серед біатлоністів найвищого класу є олімпійський турнір із біатлону, який проходить кожні чотири роки на Зимових олімпіадах. Щорічно проводиться чемпіонат світу з біатлону, а впродовж зимового сезону, що триває з грудня по березень, проходить серія турнірів на кубок світу. В кубку Європи беруть участь здебільшого спортсмени резервного складу збірних команд.

## Біатлон в Україні

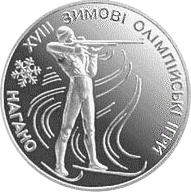
Пам'ятна монета «Біатлон» номіналом 10 гривень присвячена XVIII зимовим Олімпійським іграм у Нагано (Японія), учасницею яких була збірна команда України.

Українські біатлоністи неодноразово здобували медалі на чемпіонатах світу й олімпійських іграх. Олімпійськими чемпіонами стала на Іграх 2014 року в Сочі жіноча естафетна команда в складі: Віта Семеренко, Юлія Джима, Валя Семеренко, Олена Підгрушна. Серед олімпійських призерів — Валентина Цербе (бронзова медаль на Олімпіаді 1994 року в Ліллехаммері), Олена Петрова (срібна медаль Олімпіади 1998 року в Нагано), Лілія Єфремова (бронзова медаль Олімпіади 2006 року в Турині), Віта Семеренко (бронзова медаль Олімпіади 2014 року в Сочі).
Три рази чемпіонкою світу ставала Олена Зубрилова. Також варто відзначити Оксану Хвостенко, Оксану Яковлеву, Віту та Валю Семеренко, які завоювали срібні медалі в естафеті на чемпіонаті світу 2008 року.
На чемпіонаті світу 2011 року українська збірна здобула дві нагороди: бронзу Віти Семеренко та бронзові нагороди чоловічої естафети (Сергій Седнєв, Андрій Дериземля, Сергій Семенов, Олександр Біланенко).
На чемпіонаті світу 2013 року українська збірна здобула п'ять нагород: золоту (Олена Підгрушна в спринті), срібну (естафета в складі Юлія Джима, Віта Семеренко, Валя Семеренко, Олена Підгрушна) й три бронзові (Олена Підгрушна в гонці переслідуванні, Віта Семеренко в спринті, Валя Семеренко в індивідуальній гонці).
На чемпіонаті світу 2015 Україна здобула одну золоту і одну бронзову медаль. Валя Семеренко здобула золото у масстарті й бронзу у спринті
На чемпіонаті світу 2016 Україна здобула одну бронзову медаль: Сергій Семенов у спринті.
Також регулярно проходять Всеукраїнські змагання з біатлону серед учнів дитячо-юнацьких спортивних шкіл.